# Bruchus
Bruchus es un género de coleópteros de la familia Chrysomelidae, subfamilia Bruchinae. Se encuentran principalmente en el Paleártico, especialmente en Europa. Hay otros en otras partes del mundo como en Norteamérica, África y Australia, como especies introducidas. Algunas especies son plagas de la agricultura.
A veces se los llama gorgojos, pero no son verdaderos gorgojos (Curculionidae). Las larvas se desarrollan dentro de las semillas, especialmente de Fabaceae (arvejas, guisantes, lentejas, etc.). La subfamila Bruchinae antes era considerada una familia, Bruchidae hasta los 1990s.

## Descripción
Los miembros del género tienen características bien definidas, como la forma del pronoto, con espinas o placas en la tibia de la segunda pata del macho y una morfología típica de los genitales masculinos externos, de forma alargada y por el esternito del octavo segmento que en general es grande y esclerotizado, con aspecto de "búmeran". La placa ventral es útil para la identificación porque cada especie tiene una forma característica que es constante para los miembros de esa especie.
En general son negros con diseños de setas amarillas o blancas. Algunas especies tienen patas rojas or rojo anaranjadas. Los élitros presentan líneas rectas.

## Biología
Bruchus son especialistas que se alimentan casi exclusivamente de plantas de la familia Fabaceae, legumbres, como arvejas, lentejas y Vicia (habas). Los ejemplos incluyen Vicia cracca (que es atacado por, al menos, nueve especies), Vicia sativa es huésped de cinco especies de Bruchus, Lathyrus pratensis y Lathyrus tuberosus que son atacados por cuatro especies. Algunas especies de Bruchus se especializan en una sola especie.
Algunas especies de Lathyrus tienen adaptaciones en contra de la herbivoría que posiblemente han evolucionado en defensa contra los Bruchus y escarabajos relacionados. La vaina desarrolla un callo cuando está bajo ataque, este desarrollo parece ser estimulado solamente por las bruquinas, típicas de estos insectos.
Los escarabajos Bruchus son univoltinos, tienen una sola generación por año. La hembra deposita los huevos en la vaina en primavera y verano, la larva penetra la semilla, donde se alimenta y desarrolla. El adulto emerge y permanece en diapausa en el otoño e invierno, para emerger en la primavera siguiente.

## Impactos
Entre las peores plagas agriculturales se cuentan B. lentis en lentejas, B. pisorum en arvejas y B. rufimanus en Vicia faba (habas). Bruchus son entre las peores pestes de las lentejas. En un estudio reducían la cosecha a un 30%. Si bien muchas especies de Bruchus atacan productos almacenados, no se reproducen allí. Solo lo hacen en los frutos de plantas en el campo.
Una especie ha resultado útil para un estudio arqueológico. Se encontraron  B. rufipes en jarras con semillas de Lathyrus clymenus en las ruinas prehistóricas de Akrotiri, en la isla de Santorini, que fue destruida por una erupción volcánica. Los habitantes usaban las semillas como alimento. Los restos chamuscados del parásito de la planta, B. rufipes, fueron encontrados con las semillas y fue posible determinar su edad por medio del método de radiocarbono, lo que permitió demostrar que la erupción había ocurrido entre 1744 y 1538 BC.

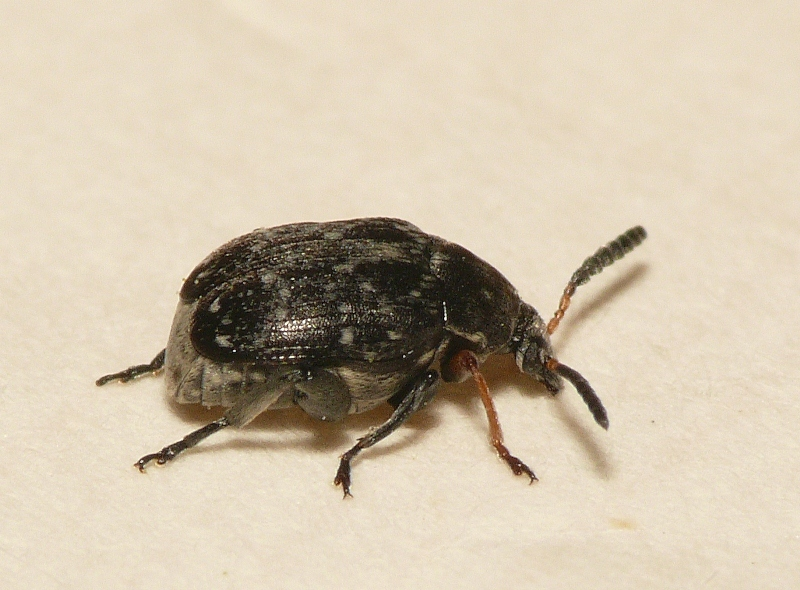
Bruchus atomarius

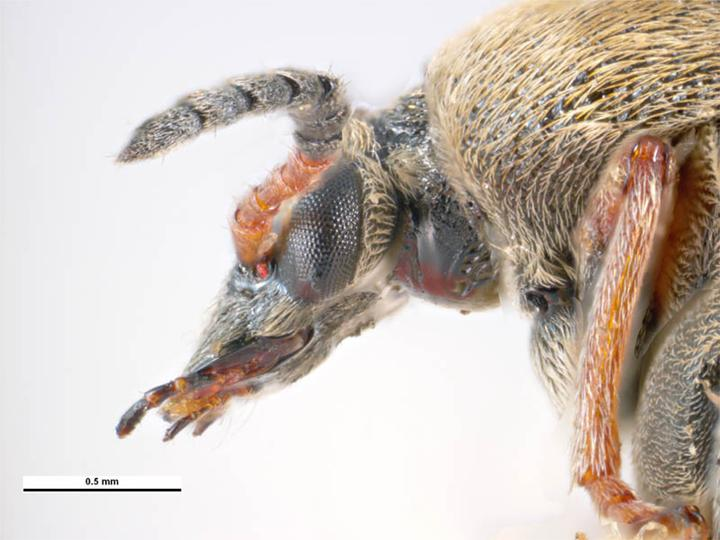
Bruchus rufimanus

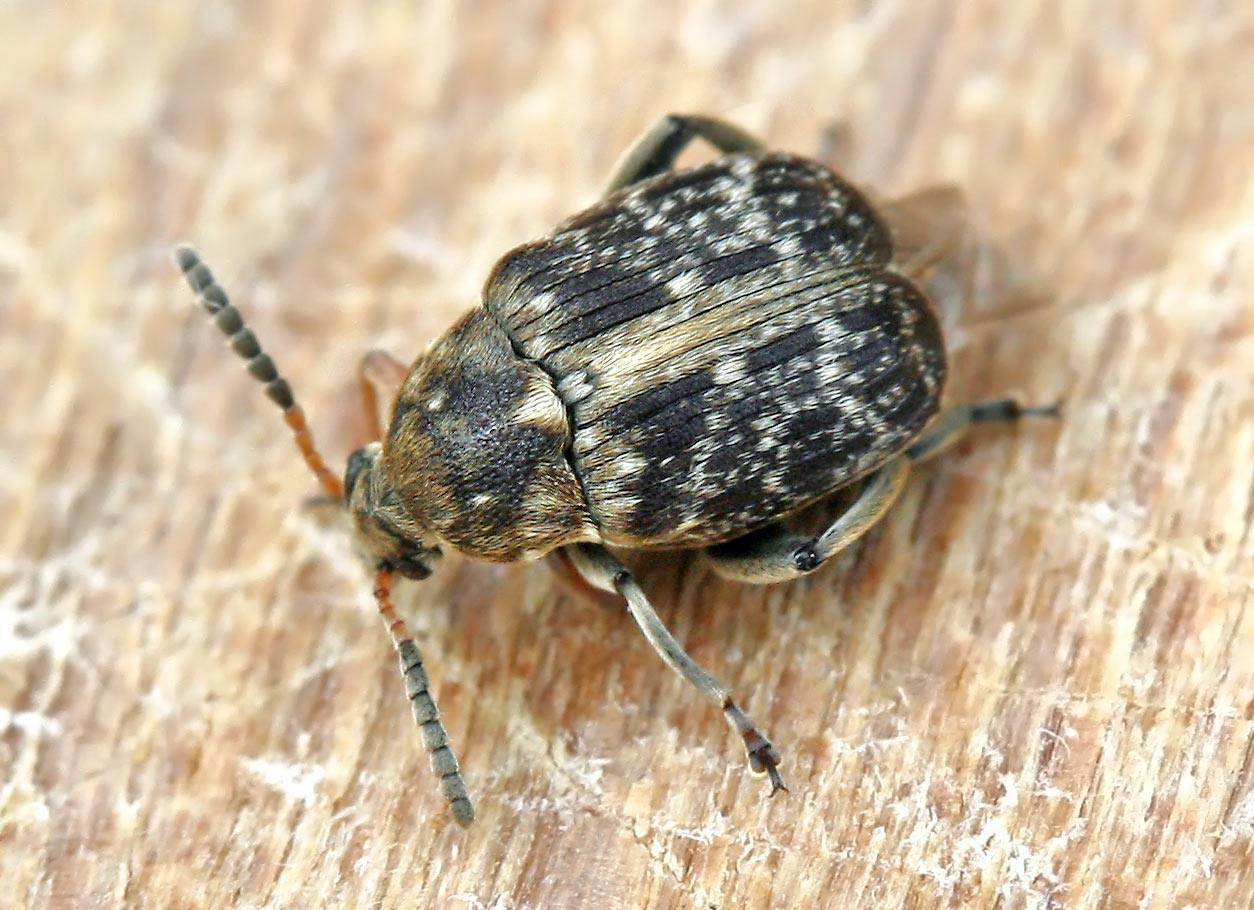
Bruchus affinis

## Sistemática
Linnaeus estableció el género, e inicialmente incluyó en este a la mayoría de las especies de Bruchinae. El género ha sido dividido después, aunque algunos autores no aceptaban estos cambios. Más recientemente la taxonomía se ha aclarado.
Los análisis filogenéticos muestran que el género no es monofilético, también es posible que dos de los siete grupos dentro del género sean parafiléticos.
Incluye las siguientes especies:
- Bruchus affinis
- Bruchus altaicus
- Bruchus anatolicus[10]
- Bruchus atomarius
- Bruchus brachialis
- Bruchus brisouti
- Bruchus canariensis
- Bruchus dentipes
- Bruchus emarginatus
- Bruchus ervi
- Bruchus griseomaculatus
- Bruchus hamatus
- Bruchus hierroensis
- Bruchus ibericus[10]
- Bruchus laticollis
- Bruchus lends
- Bruchus lentis
- Bruchus libanensis
- Bruchus loti
- Bruchus lugubris
- Bruchus luteicornis
- Bruchus mirabilicollis
- Bruchus mulkaki
- Bruchus occidentalis
- Bruchus pavlovskii
- Bruchus perezi
- Bruchus pisorum
- Bruchus rufimanus
- Bruchus rufipes
- Bruchus sibiricus
- Bruchus signaticornis
- Bruchus tetragonus
- Bruchus tristiculus
- Bruchus tristis
- Bruchus ulicis
- Bruchus venustus
- Bruchus viciae